# Aleurocanthus husaini
Aleurocanthus husaini es un hemíptero de la familia Aleyrodidae, con una subfamilia: Aleyrodinae. Fue descrita científicamente en 1939 por Corbett.